# Nephodia albidior
Nephodia albidior là một loài bướm đêm trong họ Geometridae.